# 麥克·達巴拉
麥克·達巴拉（捷克語：Michal Tabara，1979年10月16日—）是一位捷克職業網球運動員。

## 外部連結
- 麥克·達巴拉（英文/西班牙文）的官方資料
- 麥克·達巴拉的國際網球總會 職業／青少年 官方資料（英文）
- 麥克·達巴拉的官方資料（英文）